# Agencia de Salud Pública del Caribe
La Agencia de Salud Pública del Caribe (en inglés: Caribbean Public Health Agency) es una agencia regional de salud pública con sede en Trinidad y Tobago que fue establecida por los líderes de la Caricom en julio de 2011 y comenzó a funcionar en 2013.

## Misión
La misión de la agencia es "Como organización profesional para desarrollar la capacidad de los Estados miembros para prevenir enfermedades y promover la salud y el bienestar a través del liderazgo, la asociación y la innovación en salud pública".
Tiene como objetivo abordar cuestiones regionales, entre ellas:
- Responder a desastres como huracanes, terremotos e inundaciones.
- Seguimiento y gestión tanto de las enfermedades transmisibles (por ejemplo, VIH/SIDA y COVID-19) como las enfermedades no transmisibles (por ejemplo, obesidad y diabetes) que son frecuentes en la región.
- Seguimiento y prevención de lesiones, violencia y enfermedades en los lugares de trabajo.
- Contribuir a los acuerdos mundiales de salud y al cumplimiento de las regulaciones sanitarias internacionales.

## Estados miembros
Actualmente cuenta con 24 miembros de pleno derecho en las Américas.
- Anguila
- Antigua y Barbuda
- Aruba
- Bahamas
- Belice
- Barbados
- Bermudas
- Caribe Neerlandés
- Curazao
- Dominica
- Granada
- Guyana
- Haití
- Islas Caimán
- Islas Turcas y Caicos
- Islas Vírgenes Británicas
- Jamaica
- Montserrat
- San Cristóbal y Nieves
- Santa Lucía
- San Vicente y las Granadinas
- San Martín
- Surinam
- Trinidad y Tobago